# Zámek Sully-sur-Loire
Zámek Sully-sur-Loire (francouzsky Château de Sully-sur-Loire) se nachází ve francouzské obci Sully-sur-Loire v departementu Loiret a patří k zámkům na Loiře.
Předchůdce zámku vybudovali páni ze Sully, kteří zde sídlili již v 9. století. Poté, co se Guy VI. de La Trémoïlle oženil s jedinou dědičkou, začal v roce 1395 hrad přestavovat. Jeho potomek, Claude de La Trémoïlle, prodal usedlost poškozenou hugenotskými válkami v roce 1602 Maxmiliánovi de Béthune, který ji přestavěl na reprezentativní zámek.
Po více než 350 let byl zámek majetkem rodiny de Béthune, dokud ho v roce 1962 neodprodala poslední majitelka Mahaut Mária Jana de Béthune departementu Loiret.